# Комарово (Оренбургская область)
Комарово — посёлок в Ясненском городском округе Оренбургской области России.

## География
Посёлок находится в юго-восточной части Оренбургской области, в степной зоне, в пределах Верхнетобольско-Кумакского возвышенно-равнинного района Зауральского плато, на правом берегу реки Кумак, на расстоянии примерно 21 километра (по прямой) к северо-востоку от города Ясный, административного центра района. Абсолютная высота — 274 метра над уровнем моря. Климат умеренный, резко континентальный. Средняя температура января −18 °C, июля — +21 °C. Годовое количество осадков — 250—290 мм.

### Часовой пояс
Посёлок Комарово, как и вся Оренбургская область, находится в часовой зоне МСК+2. Смещение применяемого времени относительно UTC составляет +5:00.

## История
В 1969 году Указом Президиума ВС РСФСР поселок подсобного хозяйства прииска «Кумак» переименован в Комарово, в память о дважды Герое Советского Союза летчике-космонавте Комарове Владимире Михайловиче. В списке 1972 г. - посёлок имени Комарова.

## Население
| 2010 |
| ---- |
| 884  |

Гендерный состав
По данным Всероссийской переписи населения 2010 года в гендерной структуре населения мужчины составляли 48,5 %, женщины — соответственно 51,5 %.
Национальный состав
Согласно результатам переписи 2002 года, в национальной структуре населения казахи составляли 53 %.

## Инфраструктура
В посёлке функционируют средняя общеобразовательная школа и детский сад.

## Улицы
Уличная сеть посёлка состоит из 11 улиц.